# إنبيلولو
إنبيلولو وهو إله الأنهار والقنوات في أساطير بلاد ما بين النهرين. كلفه الإله إنكي في أسطورة الخلق «برعاية نهري دجلة والفرات» المقدسين. كما كان إله الري والزراعة. وهو ابن الإلهين إنليل ونينليل في القصة السومرية أسطورة إنليل ونينليل. وفي العصر البابلي أصبح ابن إيا وكان مقترناً بأداد.
في إنوما إليش يقال إن إنبيلولو كان «يعرف أسرار الماء» و «جريان الأنهار تحت الأرض». وكانت هناك نسخة أخرى تدعوه بالـ«الرب الذي يجعل كل شيء يزدهر» وهو الذي ينظم للأرض المراعي والسقاية، والذي يفتح الآبار ويقسم مياه الوافرة.
تنسب ترجمات مختلفة لإنوما إيليش ما يصل إلى ثلاثة جوانب منفصلة من الألوهية إلى إنبيلولو. وهي تشمل أسماء إبادون («الرب الذي يرش الحقل»، الذي يعرف أدق أشكال هندسة الأرض)، إنبيلولوغال («رب الوفرة والرخاء والمحاصيل الوفيرة»، القوة التي تحكم النمو وكل الأشياء التي تنمو)، وهيجال («الذي يوفر أمطاراً غزيرة على الأرض الواسعة ويوفر الغطاء النباتي لاستهلاك الناس»، وغالباً ما يطلق عليه سيد فنون الزراعة والفلاحة وكذلك الشخص الذي يعرف أسرار المعادن).

## الهوامش
1. ↑  د. عبد المنعم المحجوب ، المعجم السومري ، دار الكتب العلمية -بيروت ، ص267